# إنغريد روتيل
إنغريد روتيل (بالإستونية: Ingrid Rüütel) هي عالمة بفقه اللغة وفلكلورية إستونية، وُلدت في 3 نوفمبر 1935. ما بين 2001 حتى 2006 أصبحت سيدة إستونيا الأولى، حيث تزوجت من رئيس إستونيا أرنولد روتل.

## الحياة الشخصية
وُلدت إنغريد في تالين، وهي ابنة السياسي الشيوعي نيمه رويس، وقد قُتل والدها من قبل الجيش الألماني خلال الحرب العالمية الثانية عام 1942.
في عام 1958 تزوجت إنغريد من أرنولد روتل، ولديها منه ابنتين و6 أحفاد.

## الأوسمة
- ليتوانيا : الصليب الكبير لوسام فيتاوتاس الكبير (30 سبتمبر 2004).[2]